# Poaephyllum trilobum
Poaephyllum trilobum är en orkidéart som beskrevs av Johannes Jacobus Smith. Poaephyllum trilobum ingår i släktet Poaephyllum och familjen orkidéer. Inga underarter finns listade i Catalogue of Life.